# 至尊公主號
至尊公主號（英語：Grand Princess）是一艘隸屬公主郵輪集團的至尊級遊輪，該郵輪始建于1998年，由芬坎蒂尼集團在意大利蒙法爾科内建造，建造成本约為4.5億美元，在建造是當時世上最大及最昂貴的郵輪。至尊公主號曾是集團的旗艦，直到2013年6月被更大的皇家公主號取代。

## 设计
至尊公主號是第一艘至尊級邮轮。

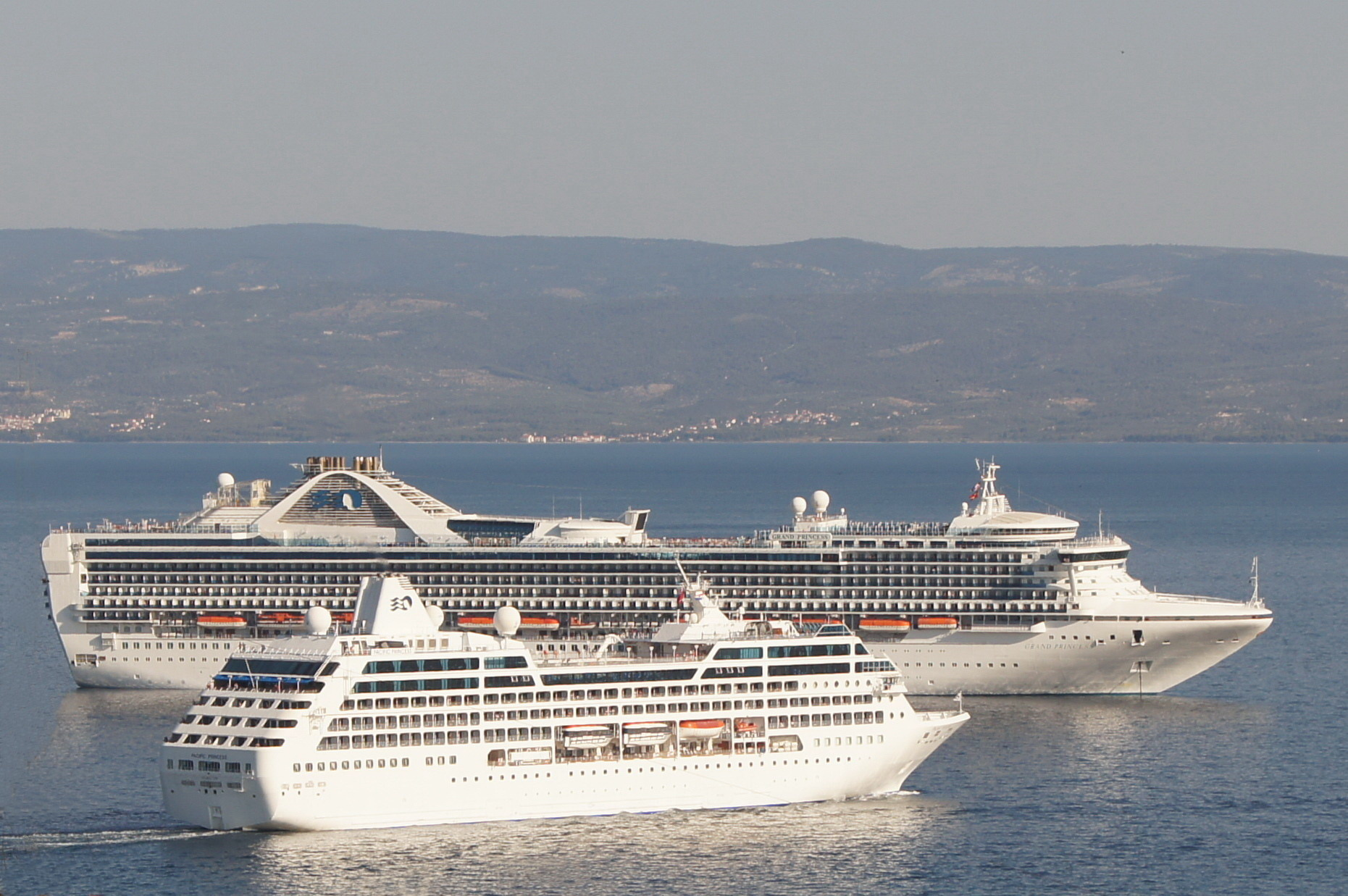
2011年8月7日停靠在克罗地亚斯普利特的至尊公主號和

至尊公主號曾出現在英国真人秀节目谁是接班人的第二季中。
至尊公主號內部有一个大剧院，一个大型表演休息室和一个位於船尾的表演休息室。
2011年5月，至尊公主號在旱坞完成了公主邮轮历史上规模最大的郵輪改造，其中包括从郵輪船尾改装和拆除乘客休息室。改造工程完成後郵輪相對於以往可以節省燃油。2019年3月，至尊公主號再次在旱坞进行了翻新作業。

## 停靠港
截至2019年8月，至尊公主號常年停靠在美國加州旧金山，航行于美國阿拉斯加、夏威夷、墨西哥海岸和加州海岸之間的航線上。

## 事故
2017年8月9日，一條鲸屍於至尊公主號停泊美國阿拉斯加克奇坎期間在船首被發現。

### 2020年冠状病毒爆发
2020年3月，该船在2020年2月11日至21日前往墨西哥航行時，两名乘客感染了嚴重急性呼吸道症候群冠狀病毒2型“新型冠状病毒”，其中一人死亡。在该消息傳出時，该船正靠近旧金山，當時船上有2500名乘客，其中一些乘客出現了与该疾病相符的症状，该船被美國当局禁止靠岸。
2020年3月5日至6日，当船停靠在加利福尼亚海岸附近，加州國民警衛隊出動第129救援隊前往至尊公主號空投試劑盒以對船上旅客進行冠状病毒檢測。截至3月6日，该船上共有45人接受了檢測，其中21人呈阳性，包括19名船员和2名乘客。在其他29个檢測中，一个檢測尚無定論，其他人檢測均为阴性。2020年3月9日，至尊公主號被允许在加利福尼亚州奥克兰港停靠，所有下船的乘客都将接受冠状病毒检测。

### 備註
1. 1 2  . Marine Traffic. 2012  [29 April 2012]. （原始内容存档于2013-05-21）.
2. ↑  Peter Knego. . MaritimeMatters. 10 February 2011  [29 April 2012]. （原始内容存档于2020-03-22）.
3. ↑   (PDF). sfport.com.   [2020-03-07]. （原始内容存档 (PDF)于2019-04-23）.
4. ↑  Joling, Dan. . The Canadian Press. 9 August 2017  [9 August 2017]. （原始内容存档于2017-08-10）.
5. ↑  . The Maritime Executive. 3 March 2020  [3 March 2020]. （原始内容存档于2020-03-09）.
6. ↑  . 5 March 2020  [2020-03-07]. （原始内容存档于2020-05-26）.
7. ↑  .   [2020-03-07]. （原始内容存档于2020-03-31）.
8. ↑  .   [2020-03-07]. （原始内容存档于2020-03-08）.
9. ↑  Fuller, Thomas. . 6 March 2020  [2020-03-07]. （原始内容存档于2020-03-09）.
10. ↑  .   [2020-03-09]. （原始内容存档于2020-03-09）.